# Episodi de La famiglia Hogan (seconda stagione)
La seconda stagione della serie televisiva La famiglia Hogan è stata trasmessa in anteprima negli Stati Uniti d'America dalla NBC tra il 28 settembre 1986 e il 4 maggio 1987.
| nº | Titolo originale         | Titolo italiano | Prima TV USA      | Prima TV Italia |
| -- | ------------------------ | --------------- | ----------------- | --------------- |
| 1  | Full Moon                |                 | 28 settembre 1986 |                 |
| 2  | The Big Fix-Up           |                 | 5 ottobre 1986    |                 |
| 3  | Of Human Blondage        |                 | 12 ottobre 1986   |                 |
| 4  | Caught on a Hot Tin Roof |                 | 2 novembre 1986   |                 |
| 5  | Leave It to Willie       |                 | 9 novembre 1986   |                 |
| 6  | Dr. No                   |                 | 16 novembre 1986  |                 |
| 7  | One of a Kind            |                 | 23 novembre 1986  |                 |
| 8  | The Roots of All Evil    |                 | 30 novembre 1986  |                 |
| 9  | Small Packages           |                 | 7 dicembre 1986   |                 |
| 10 | The Way We're Not        |                 | 14 dicembre 1986  |                 |
| 11 | Boston Tea Party         |                 | 4 gennaio 1987    |                 |
| 12 | Never on Tuesday         |                 | 11 gennaio 1987   |                 |
| 13 | Wooly Bully              |                 | 18 gennaio 1987   |                 |
| 14 | Bad Timing               |                 | 8 febbraio 1987   |                 |
| 15 | A Night to Remember      |                 | 15 febbraio 1987  |                 |
| 16 | Whose Team Is It Anyway? |                 | 22 febbraio 1987  |                 |
| 17 | Community Theatre        |                 | 1º marzo 1987     |                 |
| 18 | Hogan vs. Hogan          |                 | 16 marzo 1987     |                 |
| 19 | Oedipus Wrecks           |                 | 23 marzo 1987     |                 |
| 20 | Shape Up and Move Out    |                 | 6 aprile 1987     |                 |
| 21 | Babes in the Woods       |                 | 13 aprile 1987    |                 |
| 22 | The Return of Uncle Skip |                 | 4 maggio 1987     |                 |